# Вища школа соціальних наук
Вища школа соціальних наук (фр. École des hautes études en sciences sociales, скор. EHESS) — французький науково-дослідний інститут в галузі суспільних наук, що займається також підвищенням кваліфікації. Головна контора розташована в Парижі, проте дослідницькі центри розташовані також у Бордо, Ліоні, Марселі та Тулузі.
З моменту свого заснування як великої установи університет є однією з найважливіших і найпрестижніших дослідницьких установ у галузі гуманітарних і соціальних наук у Франції і пов'язаний з багатьма провідними інтелектуалами країни. Серед них - два лауреати Нобелівської премії з економіки Естер Дюфло та Жан Тіроль, соціологи П'єр Бурдьє, Клод Леві-Строс та Єва Іллуз, філософи Раймон Арон, Ролан Барт та Жак Дерріда, а також історики Фернан Бродель, Жак Ле Гофф, Емма Ротшильд та Пап Ндіайе.

## Історія
Була створена як незалежний інститут 23 січня 1975 року в результаті відділення від Практичної школи вищих досліджень (фр. École pratique des hautes études) VI-ї секції по суспільним наукам (створеної в 1947 році під керівництвом Люсьєна Февра і відомої насамперед іменами істориків — Фернана Броделя, Жака Ле Гоффа та інших).
Першим директором школи був історик Жак Ле Гофф, який очолював VI-ту секцію. З 1977 року директором став інший послідовник школи «Анналів» — історик Франсуа Фюре. У 1984 році інститут нарешті отримав статус великої школи, що зробило його одним з найпрестижніших науково-дослідних і вищих навчальних закладів у всій Франції. Відбір студентів здійснюється вибірково, і приймаються лише студенти, які отримали ступінь бакалавра гуманітарних наук. В EHESS немає програм на здобуття ступеня бакалавра. Разом з Ульмською вищою школою, Гірничою школою та Колеж де Франс, серед інших, вона утворює Паризький університет науки та літератури, який є дослідницьким університетом, що об'єднує 13 інституцій в рамках Французької ініціативи досконалості та вважається найкращим французьким університетом у поточних міжнародних рейтингах.

## Сучасна структура
- Адміністрація (Париж)
- Centre d'histoire et d'archéologie des mondes chrétiens et musulmans médiévaux (Ліон)
- Centre de la Vieille Charité (Марсель)
- Centre d'anthropologie (Тулуза)
- Groupe de recherche en économie mathématique et quantitative (Тулуза)
- Centre d'analyse et d'intervention sociologiques (Бордо)

## Відомі викладачі
- Ролан Барт
- П'єр Бурдьє
- Фернан Бродель
- Фернанду Енріке Кардозу
- Мануель Кастельс

- Жак Дерріда
- Люсьєн Февр
- Франсуа Фюре
- Альгірдас Греймас
- Мілан Кундера
- Жак Лакан
- Жак Ле Гофф
- Еманюель Ле Руа Ладюрі
- Едґар Морен
- Тома Пікетті
- Фредерик Лордон